# Esterházy Mihály (főrend)
Gróf galántai Esterházy Mihály (Nagyszeben, 1783. február 9. – Pozsony, 1874. december 4.) reformpárti politikus, a honvédelmi bizottmány tagja, az országgyűlés felsőházának korelnöke, mecénás.

## Életpályája
Keresztapja Éder József Károly volt. Tanulmányait több testvéréhez hasonlóan Kolozsvárt végezte. Hivatali pályáját Kolozs vármegye aljegyzőjeként kezdte. Később gyakornok volt Marosvásárhelyen a királyi táblán és Kolozsváron a guberniumnál.
1803-ban az Erdélyi Udvari Kancelláriánál fogalmazó lett, majd 1804-ben kamarás címet nyert. 
1806-ban Reiner József főherceg szolgálattevő kamarásának nevezték ki, később a titkára lett. Szolgálatáért 1817-ben megkapta a Lipót-rend kiskeresztes vitéze kitüntetést és az egyesült udvari kancelláriánál titkár lett, majd firenzei követ.
1820-ban Békés vármegye táblabírájává nevezték ki. 1825-től beszélt az országgyűlésben. Széchenyi István köréhez tartozott, folyamatosan törekedett Magyarország fejlesztésére. 1830-ban magyar udvari kancellárnak és országgyűlési követnek ajánlották.[pontosabban?] 1836. október 29-én lemondott posztjairól.
Az 1848–49-es forradalom és szabadságharc alatt az Országos Honvédelmi Bizottmány tagjává választották. 1852-ben hat évi várfogságra ítélték, büntetését Komáromban töltötte. 1855-ben kegyelemmel szabadult.
1860-ban rehabilitálták, 1861-ben a felsőház korelnöke lett. 
Szenvedélyesen ápolta a zenét és a geológiát.[pontosabban?] Támogatta Beethovent és a gyermek Lisztet.

## Családja
Az Esterházy család öregebb cseszneki ágának volt a tagja. Apja Esterházy Nepomuk János (1754–1840) Veszprém vármegyei főispán és Bánffy Ágnes (1756–1831), akiknek tizenkét gyermeke született. Testvére volt többek között Ferenc (1778–1855), Alajos (1780-1868) György (1781–1865) és Dénes (1789–1862).
1817. április 19-én házasságot kötött Schröfl-Mannsberg Antóniával (1795–1880). Hét gyermekük született: Ágnes (1818), Szerafin (1820–1878), István (1822–1899) országgyűlési képviselő, Antal (1825), Ferenc (1828–1861), Franciska (1831–1925) és Sarolta (1834–1890).